# 한국칼빈학회

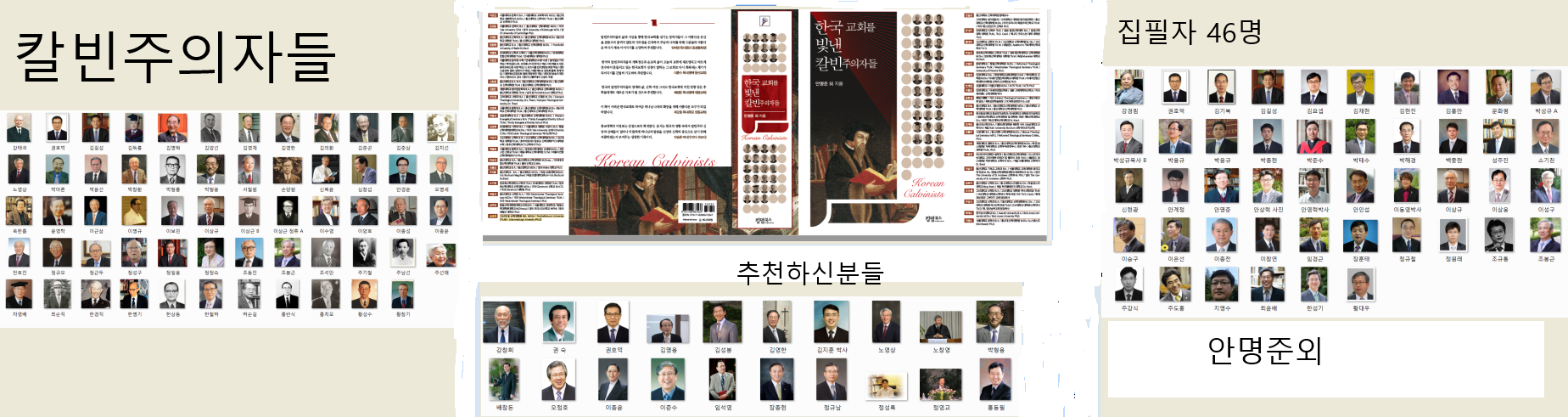
한국의 칼빈주의자들

한국칼빈학회는 존 칼빈의 신학과 사상을 연구하고 발전시킬 목적으로 만들어진 신학회이다. 이종성, 한철하, 신복윤, 그리고 정성구 같은 학자들에 의해서 시작되었다. 국내에서 칼빈관련 연구로서는 가장 전문적인 학회이며 학회지로는 《칼빈연구》가 발간되고 있다. 현재 회장은 장훈태 박사이다. 

## 임원
- 회장: 장훈태
- 부회장: 김선권
- 총무: 류성민,
- 편집장: 황대우
- 서기: 김석 / 회계: 김희진
- 감사: 배경식, 박찬호, 이정숙

## 역대회장
한철하, 신복윤, 이수영, 이양호, 최윤배, 안인섭, 박경수, 신정우, 황대우, 박해경, 김요섭, 박성규 남준희

## 한국의 칼빈 학자들
국내 학자들가운데 칼빈관련 학위논문을 쓰고 학술논문을 활발하게 발표하고 칼빈관련 저서들을 많이 출판한 학자들이다.
- 신복윤, 한철하, 정성구, 이수영, 이양호, 김재성, 안명준, 최윤배, 안인섭, 박해경, 장훈태

## 같이 보기
- 요한칼빈탄생500주년기념사업회
- 한국개혁신학회
- 한국기독교학회
- 한국장로교신학회
- 한국복음주의신학회
- 한국복음주의조직신학회
- 한국조직신학회
- 세계개혁신학회
- 세계칼빈학회